# Sepulcros condales de la catedral de Gerona
Los Sepulcros condales de la catedral de Gerona son dos obras escultóricas funerarias de estilo gótico realizadas el siglo XIV por el artista Guillermo Morey para los sepulcros de Ramón Berenguer II «el Cabeza de Estopa» (†1082) y su bisabuela Ermesenda de Carcasona (†1058). La obra fue realizada a instancias del rey Pedro el Ceremonioso cuando este ordenó el traslado de los sepulcros románicos originales que se encontraban en nártex (atrio) exterior de la sede catedralicia. En 1982, con motivo de los 9 siglos de la muerte del conde Ramón Berenguer II, los sepulcros góticos fueran abiertos y se descubrió que los sepulcros románicos originales presentaban como decoración externa franjas verticales con los colores rojo y dorado pintadas en el siglo XIV, al ser pintura de estilo gótico. Estas pinturas han sido utilizadas como posibles emblemas preheraldicos anteriores a la evidencia histórica más antigua que existe sobre de la Señal de los Cuatro Palos en el escudo que lleva Ramón Berenguer IV en un sello que valida un documento del 2 de septiembre de 1150, siendo ya Príncipe de Aragón. Una hipótesis equivalente pero de signo contrario es la Hipótesis de los lemniscos, que se originarían en el vasallaje del Reino de Aragón al Papado de Roma, desde el reinado de Sancho I Ramírez, segundo rey de Aragón (1063-1094).

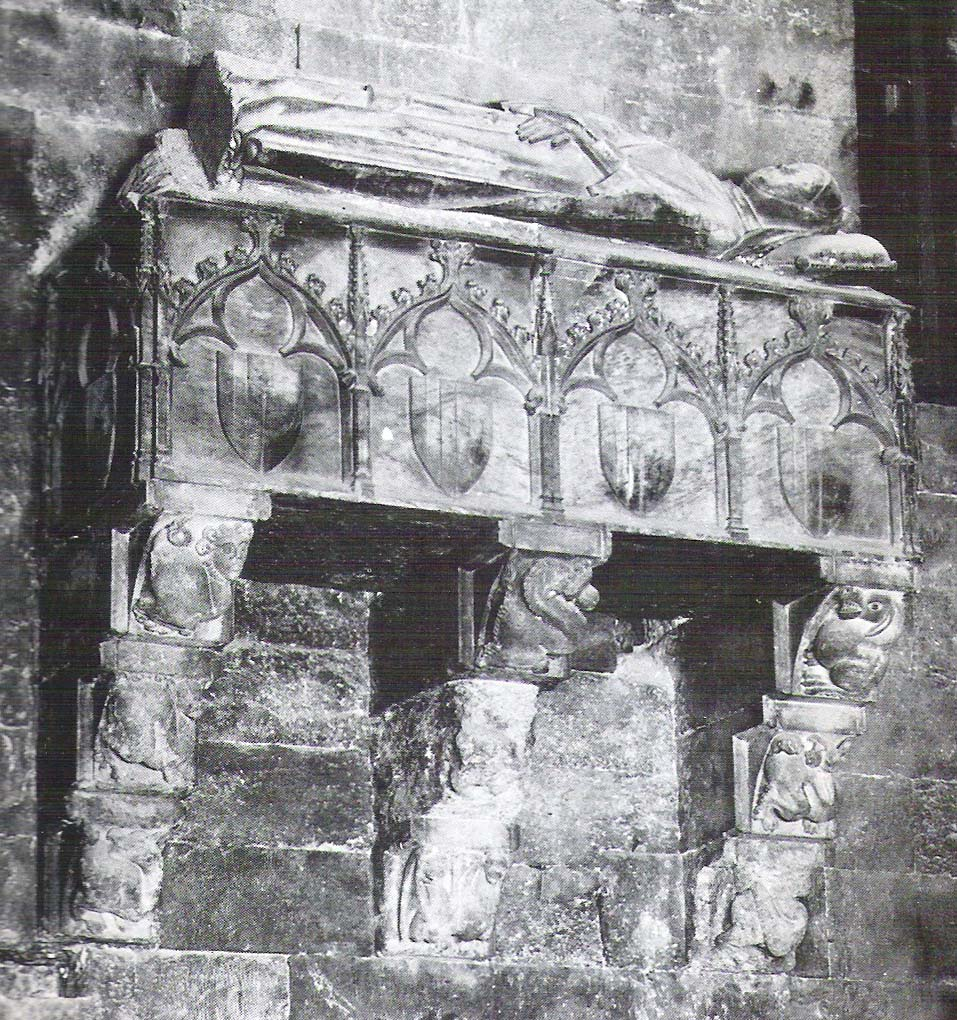
Sepulcro gótico de Ermessenda de Carcasona (†1058), mujer del conde de Barcelona Ramon Borrell construido el 1385 por orden del rey Pedro IV de Aragón «el Ceremonioso». Los sepulcros románicos de Ermessenda de Carcasona y de Ramón Berenguer II se encontraban originariamente en la galilea exterior del templo. La galilea o nártex de una templo era un vestíbulo cubierto que había en algunas iglesias románicas y era situado en la parte frontal, antes de la puerta de acceso al templo, y hasta el siglo XIV sirvió para colocar los sepulcros de personalidades importantes. El sepulcro gótico de Ermessenda de Carcasona es obra del escultor mallorquín Guillermo Morey y es una de las piezas más exitosas de la escultura catalana del último cuarto del siglo XIV. La estatua de la condesa presenta unas facciones muy idealizadas y en plan de reposo. A la parte frontal figuran escudos con la Seña Real de dos palos, a diferencia del de Ramón Berenguer II, en el cual hay cuatro palos.

- Datos: Q20106994